# Monety Augusta II Mocnego
Monety Augusta II Mocnego (1697–1733) – monety bite za panowania Augusta II Mocnego na tronie polskim i wielkoksiążęcym litewskim oraz monety saskie, na których umieszczano polsko-litewską tytulaturę monarchy lub symbolikę Rzeczypospolitej Obojga Narodów. 
W okresie panowania obydwu Wettinów (Augusta II i Augusta III) nad systemem monetarnym Rzeczypospolitej zapadła „noc saska”. Działalność emisyjna nosiła znamiona fałszerstwa, a marazm gospodarki nadal pogłębiała dominacja miedziaków. Z jednej strony to okres postępującego upadku państwa, połączonego z niegodnym nieraz zachowaniem jego władców (złożona przez Augusta II propozycja rozbiorów Rzeczypospolitej), z drugiej jednak – oznaki poprawy gospodarczej. 
Bite w Saksonii monety sasko-polskie, choć oznaczone jako polsko-litewskie, były w rzeczywistości walorami saskimi, usankcjonowanymi prawnie jedynie na terenie elektoratu, de iure bez prawa obiegu w Koronie i w Wielkim Księstwie. 
Panowanie Augusta II to w sztuce medalierskiej i w mennictwie okres stopniowego przeżywania się późnobarokowych form, sięgania po motywy rokoka i zwracania się ku rozwiązaniom klasycystycznym. 

## Zastój monetarny w Rzeczypospolitej
Choć przed elekcją August II obiecał uporządkowanie spraw monetarnych, nie przeprowadził żadnej emisji ani w Koronie, ani na Litwie. Nie była to jednak wina władcy. Raz po raz proponował na sejmy

materyę monety,

ale sejmy nie dochodziły. 
Wybijał natomiast w Saksonii monety dostosowane do systemu monetarnego Rzeczypospolitej mniej więcej tak, jak Zygmunt II August przed półtora wiekiem na Litwie. Jednakże, jak i poprzednio, wyróżnienie monet dla Polski w mennictwie saskim nie jest proste – podstawowe wyznaczniki:
- polskie imię królewskie Augustus II i
- określenie nominału w polskiej walucie,

nie zawsze były zgodne. 
Unia personalna z Polską nie oznaczała unii monetarnej, choć niektóre standardy były wspólne dla obu krajów. Polski tytuł królewski i polsko-litewskie herby pojawiły się na monetach saskich. Z drugiej strony oznaczało to, że również wojenna inflacja, za której pomocą król spłacił elekcję i koszta pierwszych lat III wojny północnej, spadła na Saksonię.
Ponieważ w całym okresie panowania Augusta II mennice państwowe Rzeczypospolitej były zamknięte, nie można jednoznacznie opisać systemu monetarnego. 

## System monetarny Saksonii
Na przełomie XVII i XVIII w. kraje Rzeszy dzieliły się w zasadzie na dwie strefy:
- talarową (północ i wschód), do której należała Saksonia oraz
- złotego reńskiego (południe i zachód).

Sto lat wcześniej, tzn. na przełomie XVI i XVII w., gospodarka strefy talarowej została zniszczona przez wielki kryzys monetarny (kipper i wipper). Do końca XVII w. poradzono sobie z tą sytuacją wprowadzając zespół unormowań respektowanych przez państwa niemieckie. W Saksonii ukształtował się system oparty na trzech filarach: 
- monety bite według stopy cesarskiej z 1559 r. – talary gatunkowe (niem. Speziestaler) po 32 grosze (frakcje: półtalar, ćwierćtalar czyli ort, półtora talara) – grupa stosunkowo mało liczna, pojawiająca się najczęściej w rachunkach za wydobycie górnicze (jeśli talarami gatunkowymi realizowano inne zobowiązania, ze względu na wysoką zawartość srebra, trzeba było uwzględnić adżio),
- monety bite według stopy lipskiej z 1690 r., stanowiące podstawę obiegu płatniczego – bazę stanowił 24-groszowy kurantalar zwany też talarem obrachunkowym (niem. Kuranttaler albo Rechnungtaler), którego bito jedynie we frakcjach: ⅔, ⅓, 1/6, 1/12, 1/24, 1/48 (kurattalar = ¾ talara gatunkowego),
- drobne monety bite według mandatu menniczego z Torgau z 1690 r. obowiązującego w: Saksonii, Brandenburgii i Brunszwiku-Lüneburgu, jako pochodna wprowadzenia menniczej stopy lipskiej.

W szczegółach saski system monetarny w czasach Augusta II przedstawiono w tabeli:          
| Lp.                                                            | Nazwa                           | Równowartość w Speziestalerach | Równowartość w Rechnungstalerach | Masa (gramy) | Próba (‰)    |
| Monety złote                                                   | Monety złote                    | Monety złote                   | Monety złote                     | Monety złote | Monety złote |
| -------------------------------------------------------------- | ------------------------------- | ------------------------------ | -------------------------------- | ------------ | ------------ |
| 1                                                              | 5 Dukaten                       | 10                             | 13⅓                              | 17,448       | 9861/9       |
| 2                                                              | 4 Dukaten                       | 8                              | 10⅔                              | 13,958       | 9861/9       |
| 3                                                              | 3 Dukaten                       | 6                              | 8                                | 10,469       | 9861/9       |
| 4                                                              | 2 Dukaten                       | 4                              | 5⅓                               | 6,979        | 9861/9       |
| 5                                                              | 1½ Dukaten                      | 3                              | 4                                | 5,234        | 9861/9       |
| 6                                                              | 1 Dukaten                       | 2                              | 2⅔                               | 3,489        | 9861/9       |
| 7                                                              | ½ Dukaten                       | 1                              | 1⅓                               | 1,744        | 9861/9       |
| 8                                                              | ¼ Dukaten                       | ½                              | ⅔                                | 0,872        | 9861/9       |
| Monety srebrne Speziestaler (stopa cesarska z 1559 r.)         |                                 |                                |                                  |              |              |
| 9                                                              | Spieziestaler                   | 1                              | 1⅓                               | 29,226       | 8888/9       |
| 10                                                             | ½ Spieziestaler                 | ½                              | ⅔                                | 14,613       | 8888/9       |
| 11                                                             | ¼ Spieziestaler (Ortstaler)     | ¼                              | ⅓                                | 7,306        | 8888/9       |
| 12                                                             | ⅛ Spieziestaler (Halbortstaler) | ⅛                              | 1/6                              | 3,653        | 8888/9       |
| Monety srebrne frakcje Rechnungstaler (stopa lipska z 1690 r.) |                                 |                                |                                  |              |              |
| 13                                                             | Zweidritteltaler (Gulden)       | ½                              | ⅔                                | 17,319       | 750          |
| 14                                                             | Dritteltaler                    | ¼                              | ⅓                                | 8,659        | 750          |
| 15                                                             | Sechsteltaler                   | ⅛                              | 1/6                              | 4,329        | 750          |
| Monety drobne srebrne (mandat menniczy z Torgau z 1690 r.)     |                                 |                                |                                  |              |              |
| 16                                                             | Doppelgroschen (dwugrosz)       | 1/16                           | 1/12                             | 3,148        | 500          |
| 17                                                             | Groschen (grosz)                | 1/32                           | 1/24                             | 1,870        | 416⅔         |
| 18                                                             | Sechser (6 fenigów)             | 1/64                           | 1/48                             | 1,498        | 250          |
| 19                                                             | Dreier (3 fenigi)               | 1/128                          | 1/96                             | 0,974        | 1871/5       |
| 20                                                             | Pfennig                         | 1/384                          | 1/228                            | 0,379        | 125          |

Monety o tej samej wartości mogły być wybijane wedle różnych systemów monetarnych. W szczególnej sytuacji znalazł się gulden, który chociaż nie występował w oficjalnych nazwach, to miał aż trzy różne desygnaty: 
- złotą monetę o wartości ¼ dukata,
- srebrną monetę o wartości ½ talara gatunkowego oraz
- srebrny Zweidritteltaler.

W przeciwieństwie do Rzeczypospolitej, emisja pieniądza w Elektoracie Saksonii w tym okresie była oparta na przekonaniu, że: 

...pogarszanie monet przynosi wprawdzie początkowo szybki zysk, lecz potem prowadzi do upadku waluty i pociąga za sobą niepewność w obrocie płatniczym i handlowym. Główne przychody państwa czyli podatki tylko wtedy mogą być płacone w dobrej monecie, jeśli rząd troszczy się o bicie takowej.

## Uniwersał Przebendowskiego
Sejm niemy 1 lutego 1717 r. upoważnił podskarbiego koronnego do uporządkowania pieniądza. 2 marca 1717 r. Jan Jerzy Przebendowski wydał

Uniwersał ogłaszaiący kurrencyą monet,

który z jednej strony rewidował starą, wydaną jeszcze w czasie panowania Jana III Sobieskiego, taryfę z 1677 r, uwzględniając zużycie starych monet w obiegu i pojawienie się nowych gatunków (zwłaszcza pruskich), a z drugiej – uzgadniał system monetarny polski i saski.
Uniwersał bardziej opisywał rzeczywistość niż ją tworzył:
- saski talar gatunkowy uznano za równy z talarem polskim i odpowiadający ośmiu złotym polskim (czyli miedzianym, liczonym szelągami), a
- saski talar obrachunkowy wyceniono na 6 złotych polskich (miedzianych),
- tymf zrównano z ortem i otrzymał kurs 1 złotego polskiego i 8 groszy (czyli 38 groszy w szelągach miedzianych),
- szóstak – 12 groszy 2 szelągi (w miedzi),
- trojak – 5 groszy (w miedzi),
- czerwony złoty (dukat) – 18 złotych polskich w miedzi.

Grosz w miedzi to równowartość 3 szelągów miedzianych, a złoty polski w miedzi to 90 takich szelągów. Półtorak zniknął z obiegu. Szóstak stracił związek z trojakiem (wyceniono go wyraźnie wyżej niż dwa trojaki), za to odzyskał – z tymfem-ortem (znów był trzecią częścią orta). W ten sposób tymf-ort zmienił swoje miejsce z systemu monety miedzianej na system monety srebrnej, opartej na szóstaku.
Ustalone zależności, choć nieproste, okazały się trwałe tak długo, aż pojawiły się monety o innych standardach.
Relacje pomiędzy poszczególnymi gatunkami pieniądza po uniwersale Przebendowskiego przedstawiono w tabeli:
|         | Dukatów | Talarów | Tymfów | Złotych | Szóstaków | Trojaków | Groszy | Szelągów |
| Dukat   | 1       | 2¼      | 148/38 | 18      | 4224/38   | 108      | 540    | 1620     |
| Talar   | –       | 1       | 612/38 | 8       | 1836/38   | 48       | 240    | 720      |
| Tymf    | –       | –       | 1      | 18/30   | 3         | 79/15    | 38     | 114      |
| Złoty1  | –       | –       | –      | 1       | 214/38    | 6        | 30     | 90       |
| Szóstak | –       | –       | –      | –       | 1         | 28/15    | 12⅔    | 38       |
| Trojak  | –       | –       | –      | –       | –         | 1        | 5      | 15       |
| Grosz   | –       | –       | –      | –       | –         | –        | 1      | 3        |
| Szeląg  | –       | –       | –      | –       | –         | –        | –      | 1        |

1 – monet nie bito
Relacje pomiędzy monetami polskimi i saskimi po uniwersale Przebendowskiego wyglądały następująco:
| Jednostka saska                 | Talarów polskich | Złotych polskich | Groszy miedzianych | Szelągów |
| ------------------------------- | ---------------- | ---------------- | ------------------ | -------- |
| Spieziestaler (talar gatunkowy) | 1                | 8                | –                  | –        |
| Rechnungstaler (kurantalar)     | ¾                | 6                | –                  | –        |
| Zweidritteltaler (gulden)       | ½                | 4                | –                  | –        |
| Dritteltaler                    | –                | 2                | –                  | –        |
| Sechsteltaler                   | –                | 1                | 30                 | 90       |
| Doppelgroschen                  | –                | ½                | 15                 | 45       |
| Groschen                        | –                | ¼                | 7½                 | 22½      |
| Krajcar (obrachunkowy)          | –                | –                | 2                  | 6        |

Uniwersał Przebendowskiego nie dotyczył Litwy, ale osobno ogłoszono wzajemne Coequatio monetae.
Tymczasem w Wielkim Księstwie, zwłaszcza we wschodniej części, od drugiego dziesięciolecia XVIII w. powszechnie obiegały monety rosyjskie, w tym miedziane. Fałszowano je też często, a gdy komisarz Rzeczypospolitej w Mohylewie, Ignacy Rudakowski, zażądał w 1724 r. od władz miejskich ich zakazania, otrzymał odpowiedź,

że dobrej monety jest tak mało, że w razie zakazu ludzie pomrą z głodu.

Rosyjskie Kolegium Spraw Zagranicznych posłało do Mohylewa tysiąc rubli miedzią. Zależność od monety rosyjskiej na tamtym obszarze z czasem się utrwalała.

## Monety

### Polskie

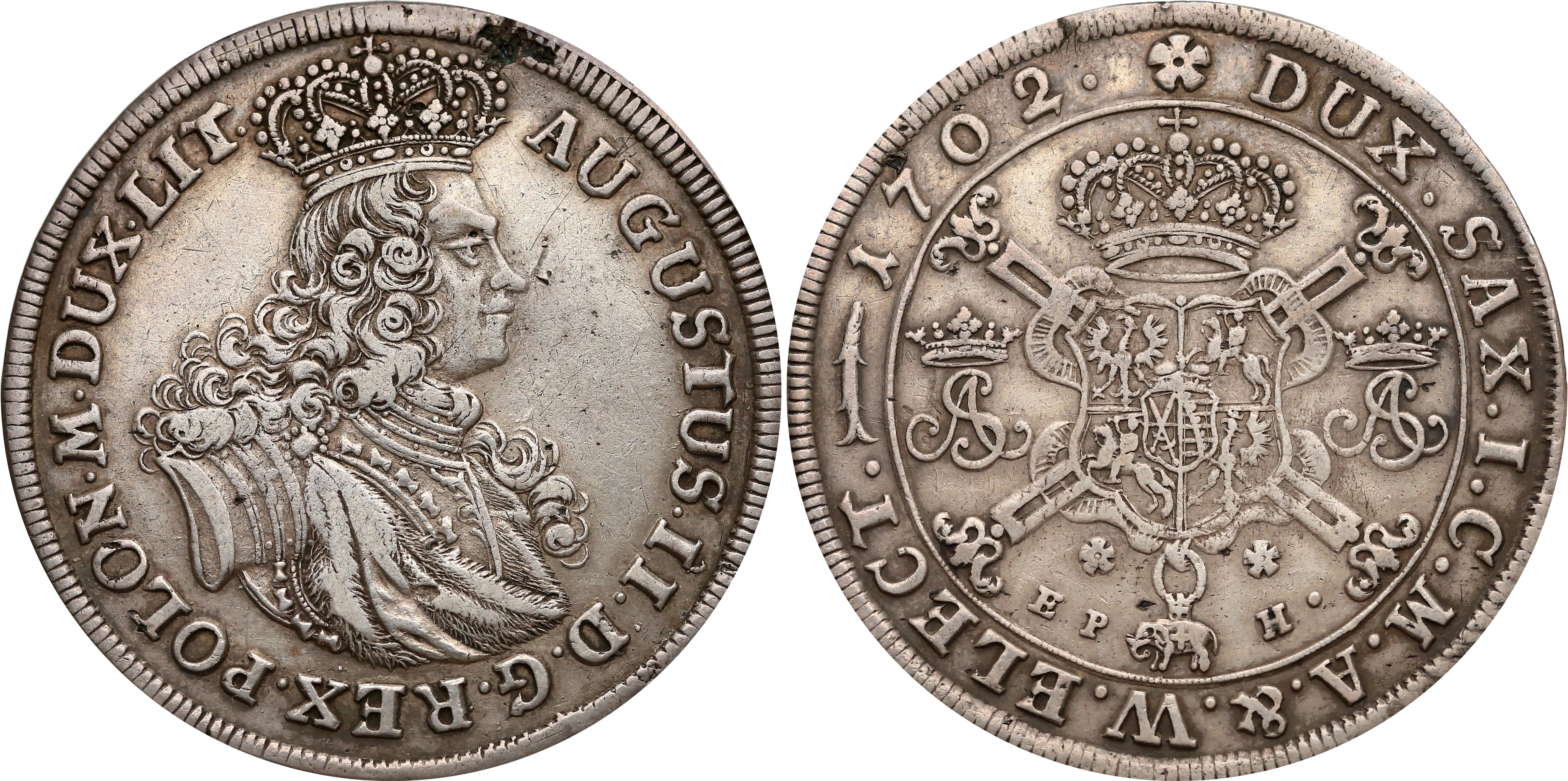
Talar bankowy z Lipska (1702) z gwiazdą Orderu Słonia

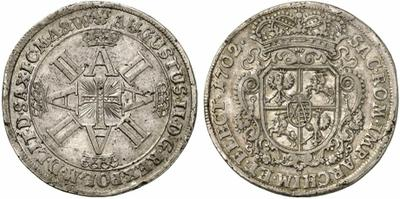
Talar bankowy z Lipska (1702) z gwiazdą Orderu Dannebroga

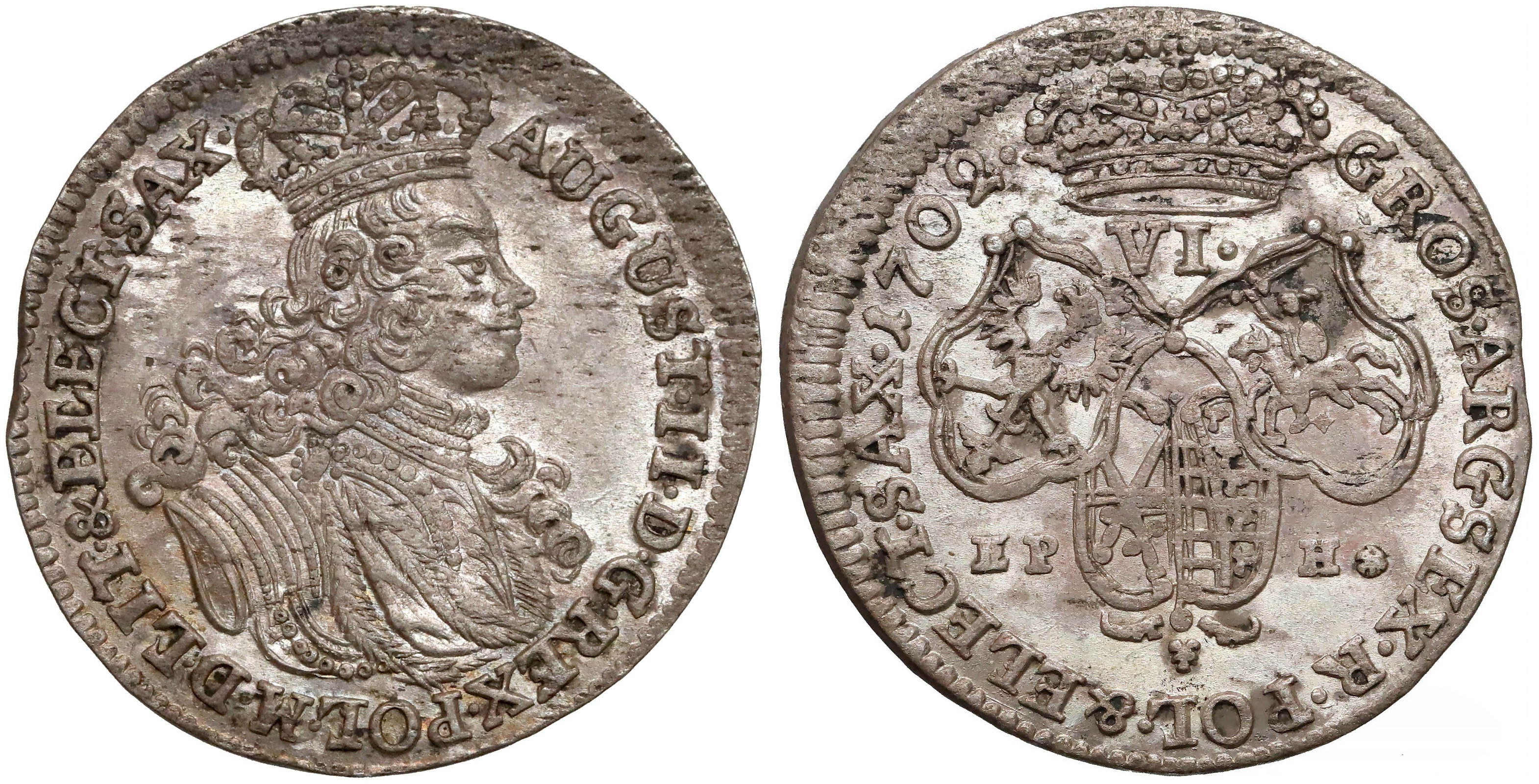
Szóstak z Lipska (1702)

Spośród monet Augusta II wybitych w Lipsku, poza próbnymi, do polskich de facto, choć nie de iure, zaliczyć można orta z 1698 r., z legendą

MONETA NOVA ARG REG POL

i czysto polsko-litewskim tytułem władcy. 
Nie budzą też wątpliwości talary bankowe na stopę burgundzką (czyli patagony) z 1702 r. Wybito je w celu opłacenia żołdu oficerów wojska koronnego, a wybór standardu talara bankowego, a nie cesarskiego, związany był z opanowaniem polskiego rynku przez monety Południowych i Północnych Niderlandów o tej właśnie stopie. Wybito aż trzy typy tych talarów. Na dwóch z nich z krzyża św. Andrzeja zwisało insygnium duńskiego Orderu Słonia, którego August był kawalerem. Pojawił się tu po raz pierwszy tytuł: 

REX  POLONIARUM

jako nieprzetłumaczalna kalka tytułu doży weneckiego (Dux Venetiarum). Trzeci talar miał krzyż skomponowany z inicjałów „A II”, a w środku krzyż łaciński w promieniach, wysadzany brylantami. Była to gwiazda również duńskiego Orderu Dannebroga. Król nie był kawalerem tego orderu, był nim natomiast odpowiedzialny za tę emisje jego kanclerz, hrabia Wolf Dietrich von Beichlingen, który za tę ekstrawagancję trafił na sześć lat do Königsteinu.
Bito również:
- półdukaty (1703) i
- dukaty (1702–1703)

z Lipska z polską tytulaturą, otaczającą popiersie króla na postumencie.
W latach 1702, 1704 i 1706 bito w Lipsku szóstaki polskiego typu z napisem

GROS ARG SEX R POL & ELECT SAX

natomiast analogiczne orty (1704) miały napis jak poprzednio.

### Miejskie

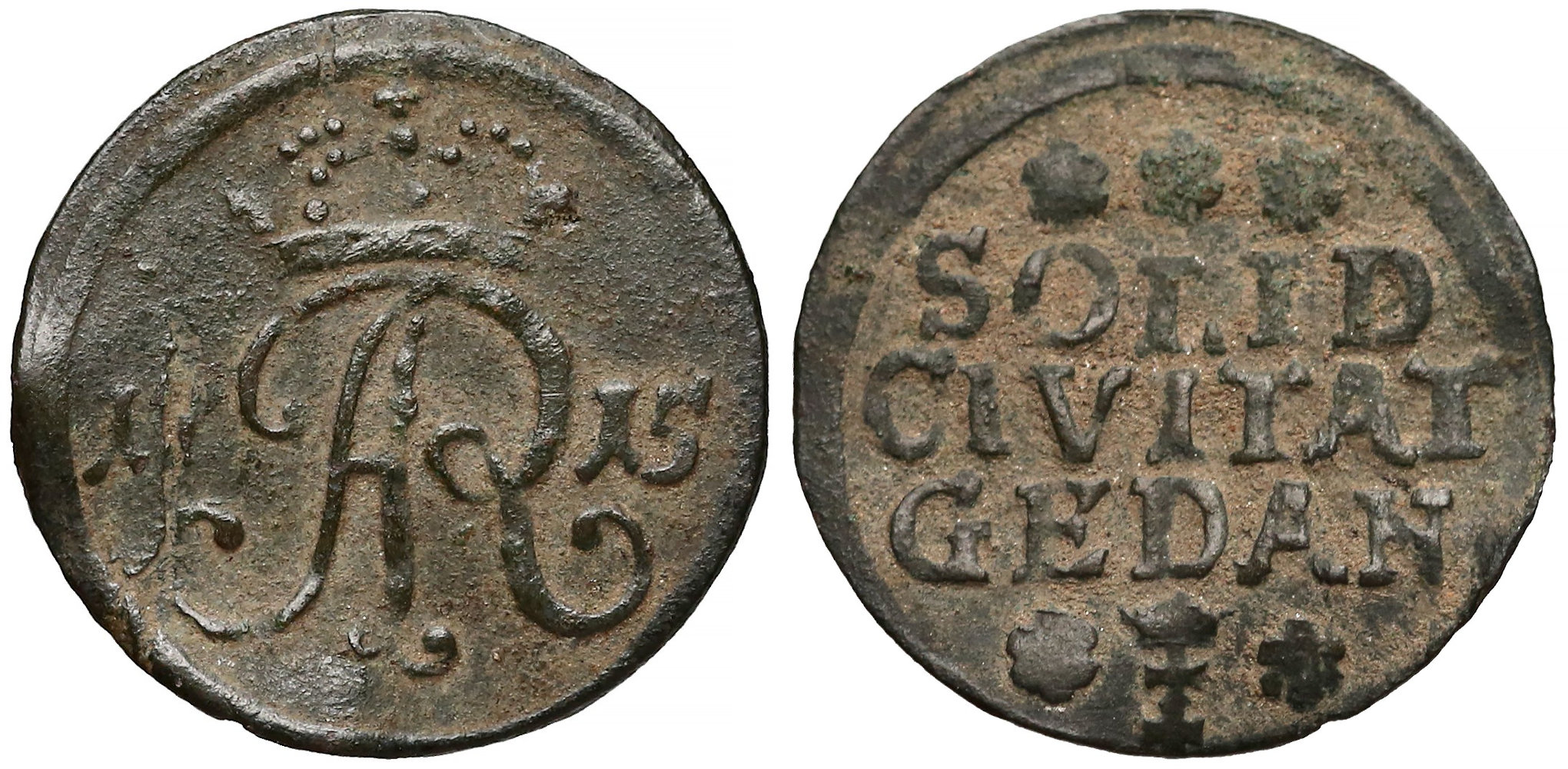
Miejski szeląg Gdańska z 1715 roku

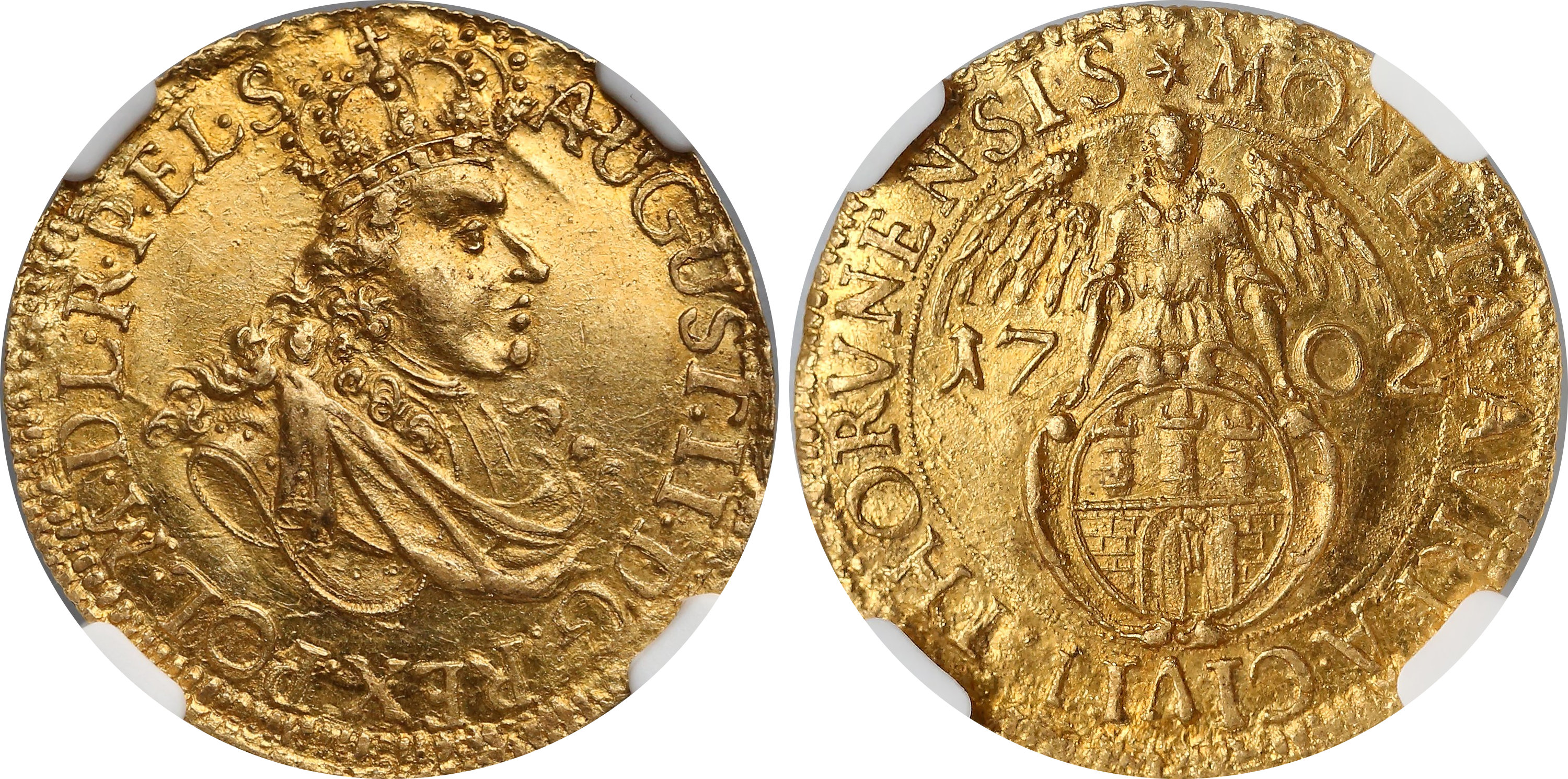
Próbny(?) dukat toruński (1702)

W Prusach Królewskich jedynym bijącym monetę miastem był Gdańsk (szeląg elbląski Augusta II jest fałszerstwem antykwarycznym, dukat toruński z 1702 r. – efemerydą lub próbą).
W pierwszych latach panowania Augusta II wybito:
- dukaty i
- dwudukaty,
- a w 1715 r. niewielką ilość bilonowych szelągów,

które nie odegrały w obrocie żadnej roli.
Na podstawie obiegających w mieście monet starych i obcych uformowała się osobna waluta, tzw. kurant gdański, z guldenem równym 30 groszom i jednocześnie ⅓ talara.

### Sasko-polskie
Wstąpienie na tron polski Augusta II, a przede wszystkim nadanie elektorowi tytułu królewskiego, znalazło odbicie na pieniądzach emitowanych w Saksonii. W numizmatyce monety saskie z elementami polskimi nazywane są czasami:
- sasko-polskimi albo
- polsko-saskimi.

Monety te można podzielić na dwie grupy:
- opatrzone imieniem Fryderyka Augusta I (jako elektora saskiego) wraz z tytulaturą króla Polski i jednocześnie elektora Saksonii oraz
- noszące herb sasko-polski.

Masowo napływający do Rzeczypospolitej pieniądz saski był bardzo dobrej jakości, z wyjątkiem sześciofenigówek z 1701 i 1702 r., które z racji dużej domieszki miedzi nazywano „czerwonym westchnieniem”.
Monety wyróżniały się swoją szatą plastyczną opracowaną przez medalierów:
- Martina Heinricha Omeisa i
- Heinricha Paula Groskurta.

Monety elektorskie Augusta II bito do śmierci króla w 1733 r.
Pieniądze saskie przyjmowano w obrocie chętnie, tym bardziej, że przyczyniły się do stabilizacji rynku pieniężnego. W Rzeczypospolitej popularność tych walorów znalazła wyraz prawny w uniwersale Przebendowskiego z 1717 r.

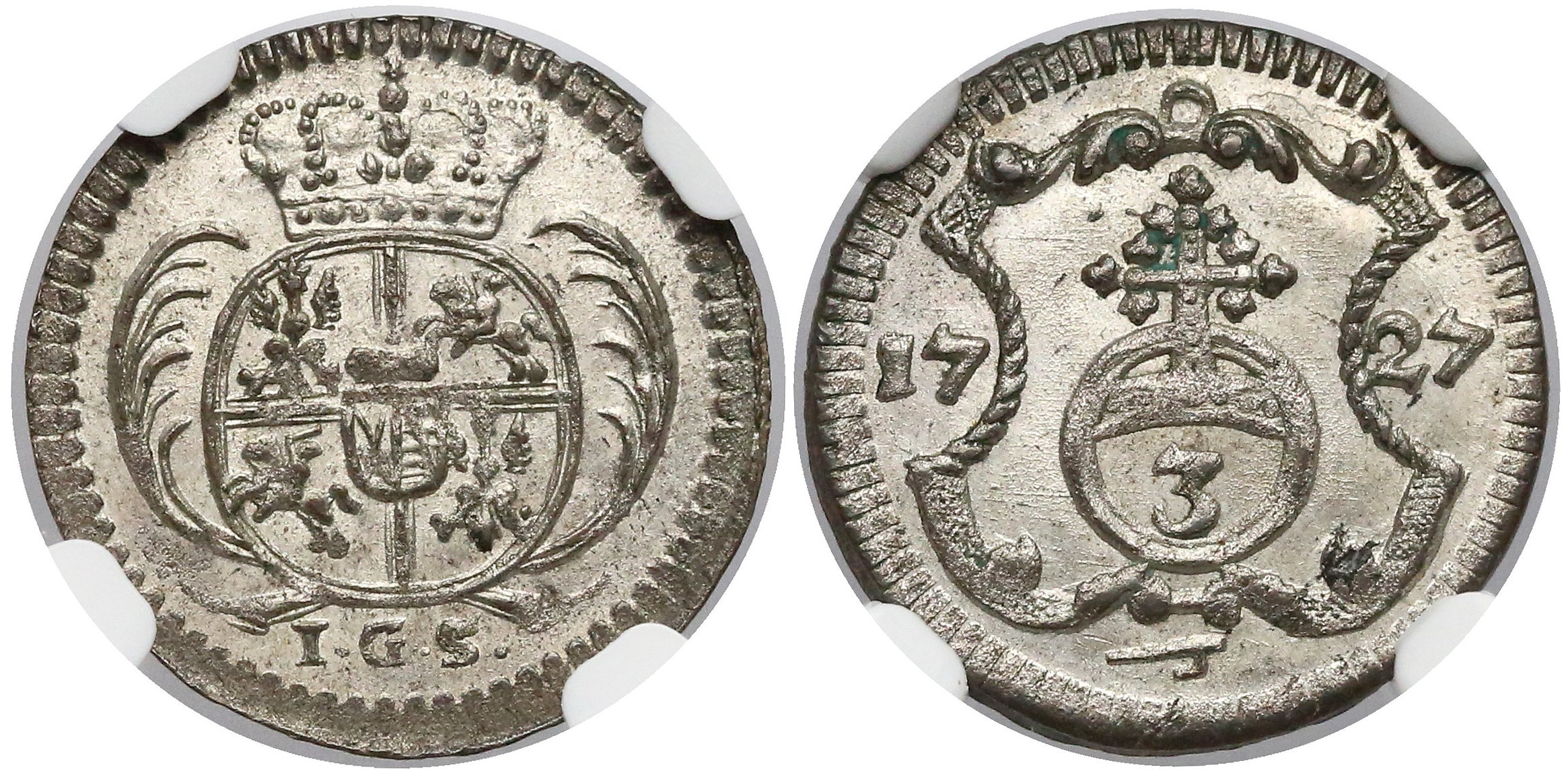
3 halerze sasko-polskie (1727)
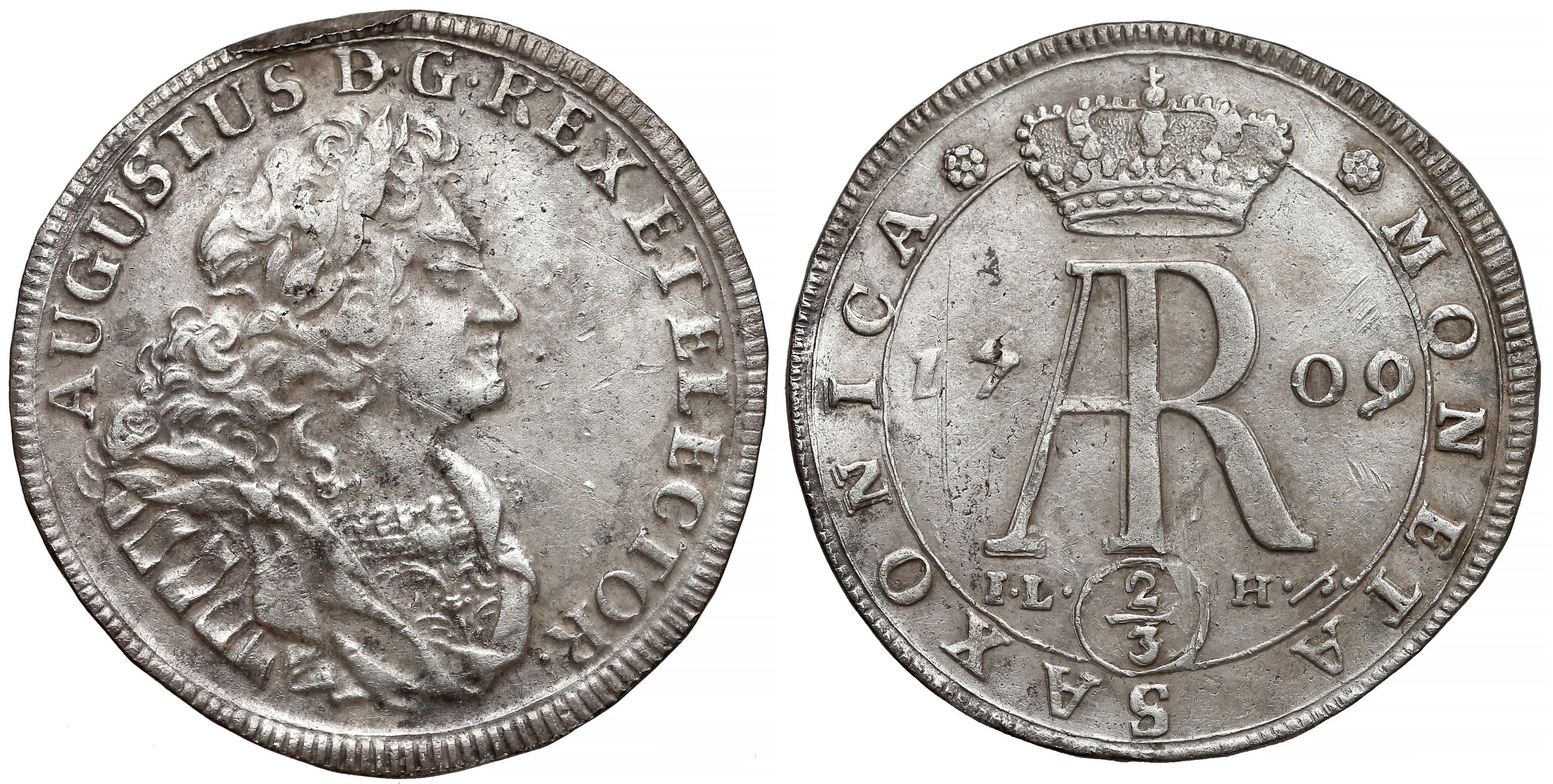
Gulden sasko-polski (1709)
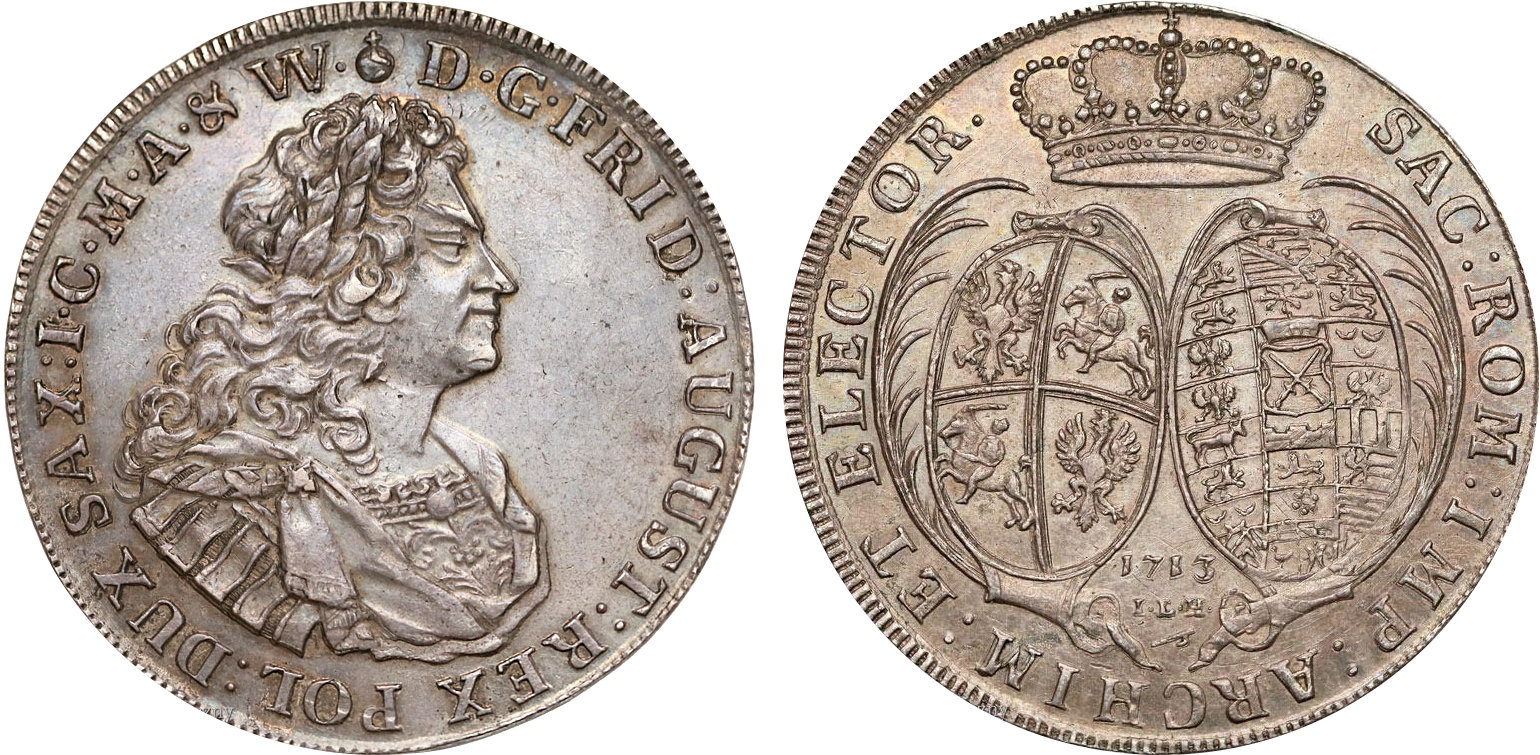
Talar sasko-polski (1713)
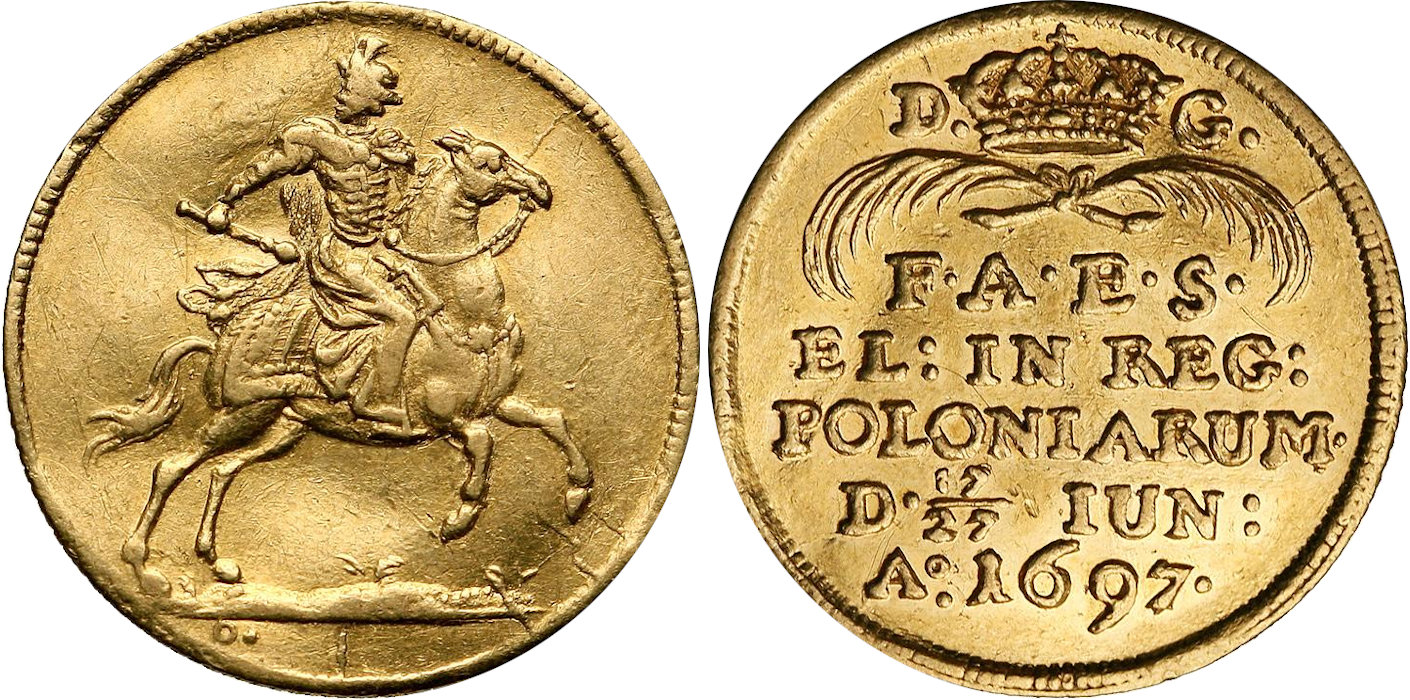
Dukat sasko-polski (1697)
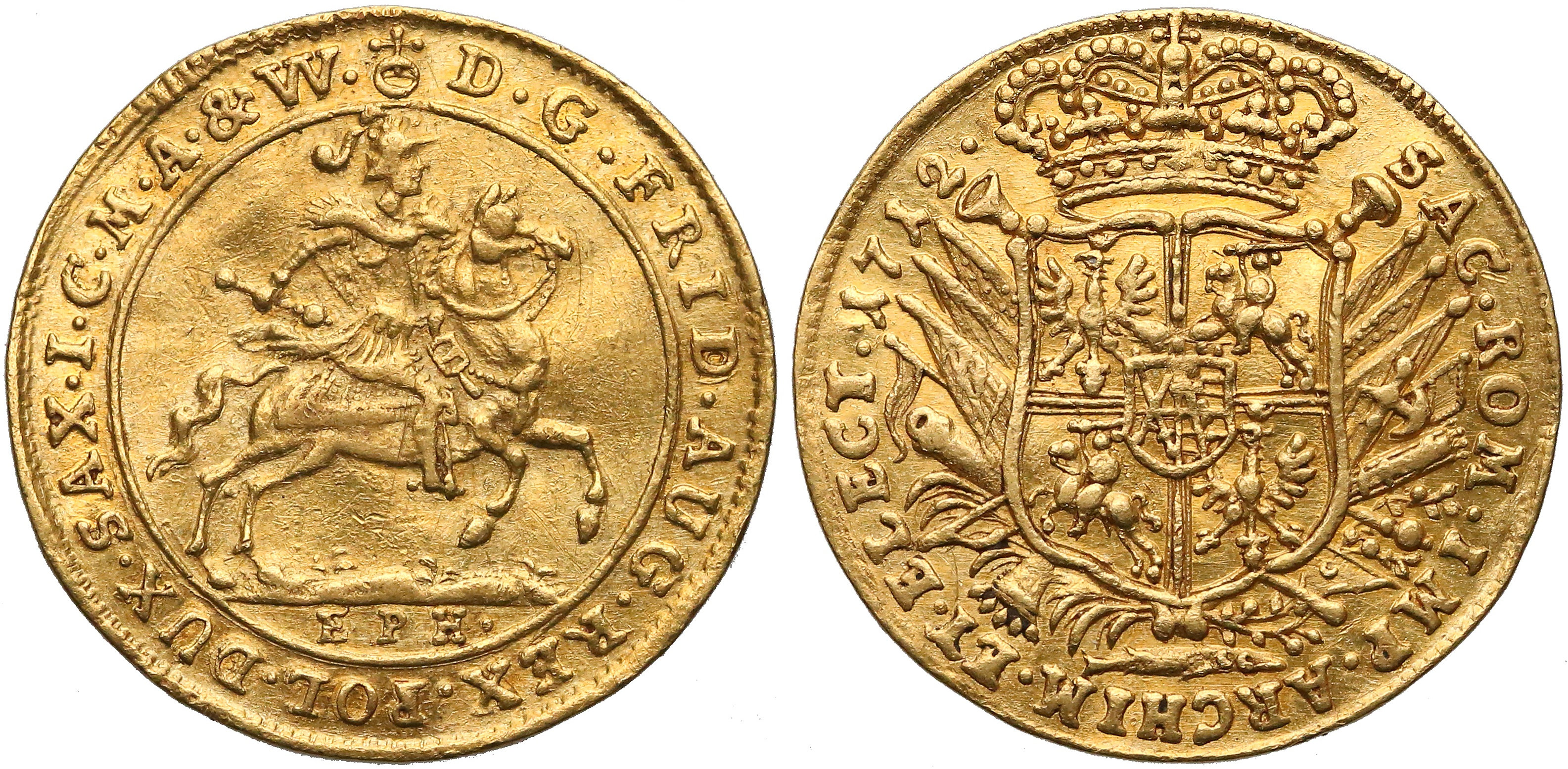
Dukat sasko-polski (1712)
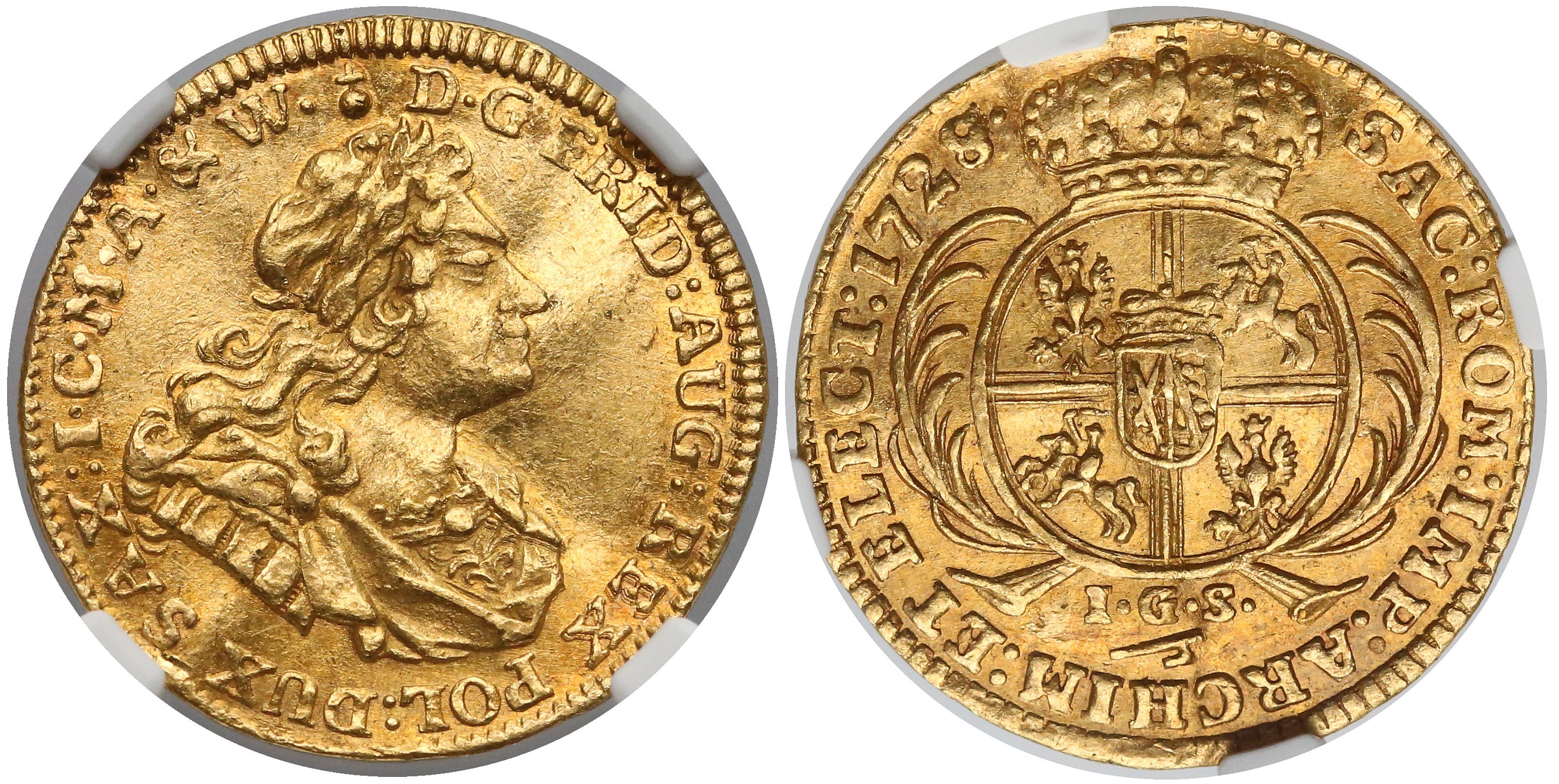
Dukat sasko-polski (1728)

#### Okolicznościowe
W zależności od ujęcia, pewnych elementów „polskich” można dopatrzeć się w popularnych w tym okresie emisjach okolicznościowych. W katalogach z drugiej połowy XX w. opisano następujące grupy takich numizmatów:
- z okazji odzyskania tronu polskiego (1710) –  ¼ dukata, ½ dukata, dukat, dwudukat,

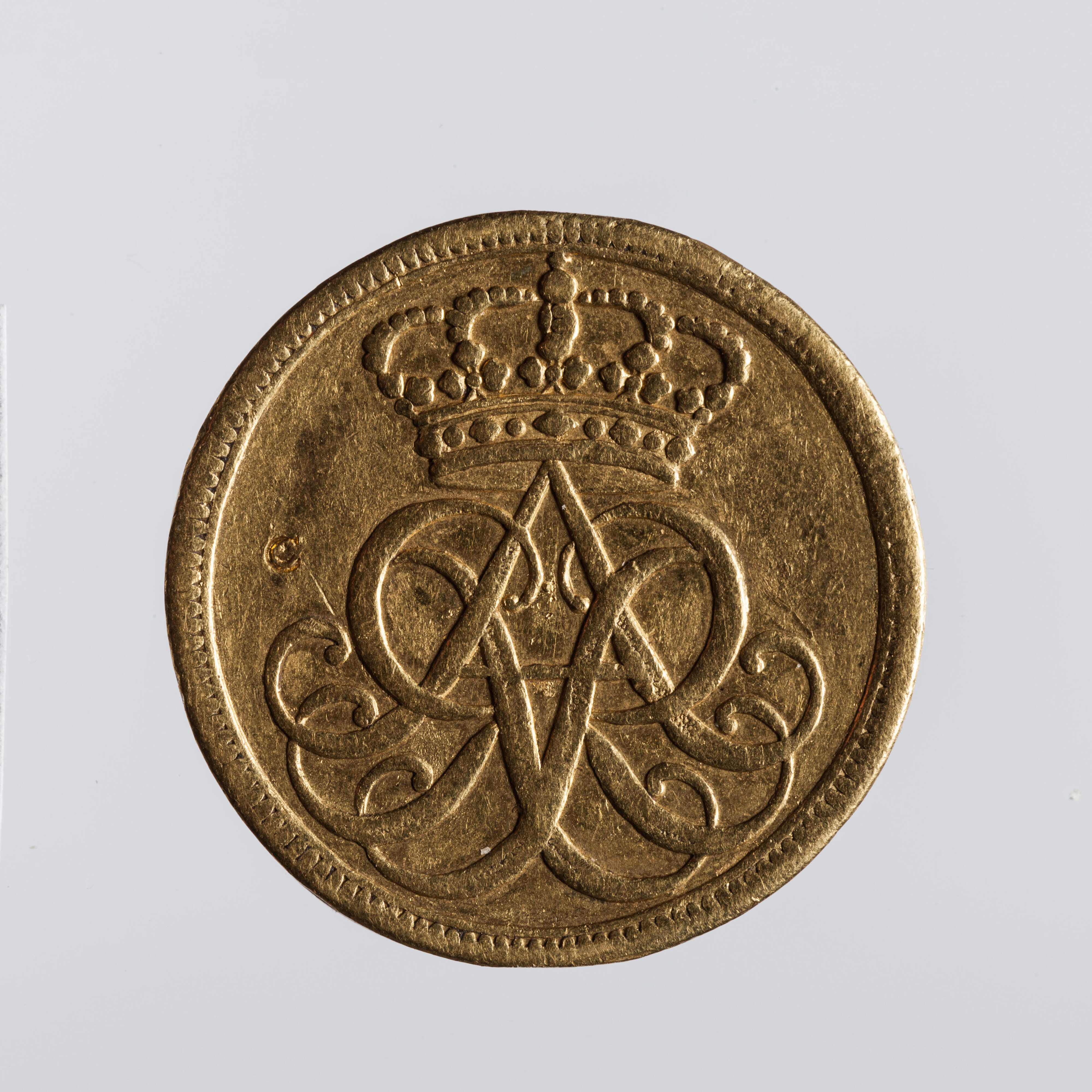
awers dukata
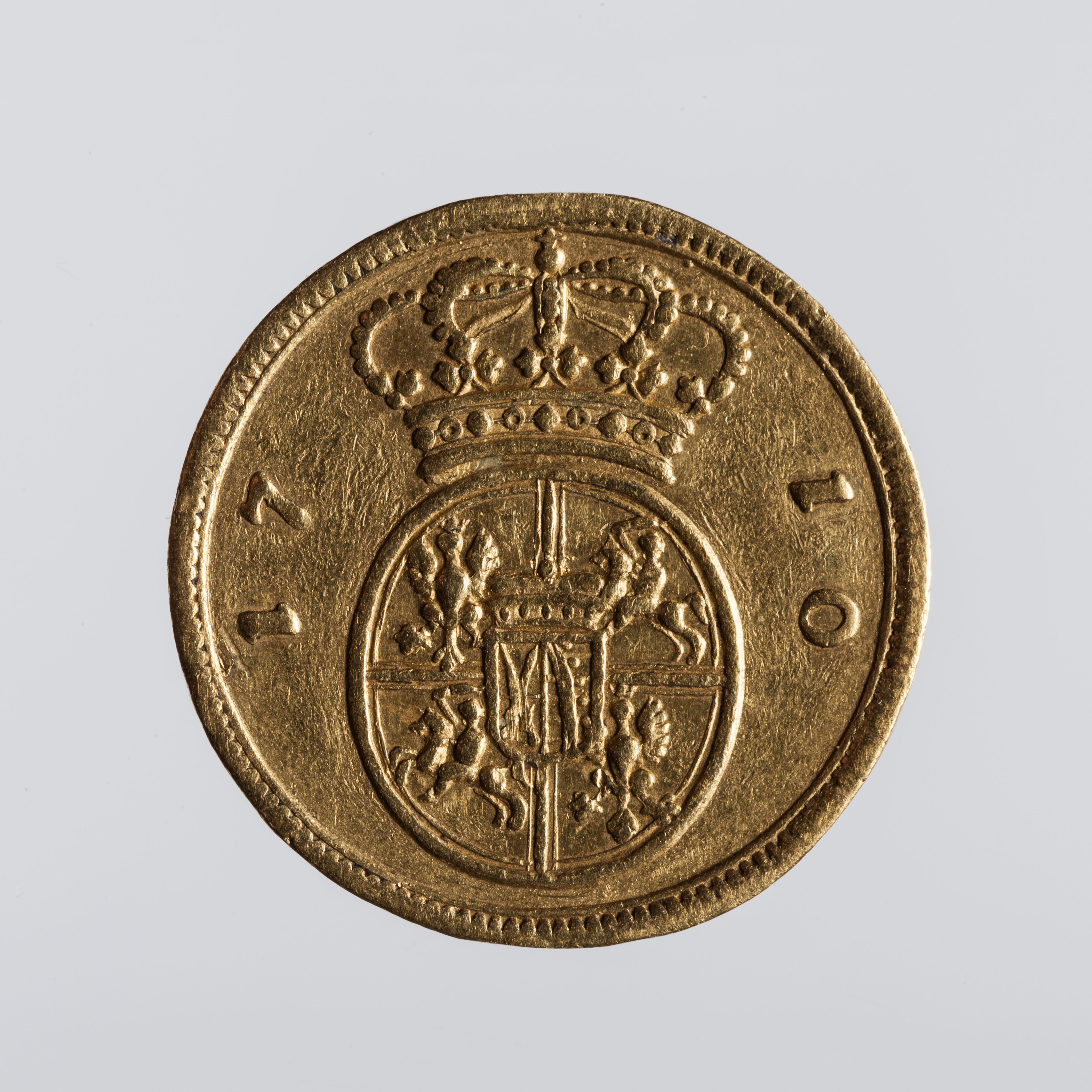
rewers dukata

- wikariackie, gdy August II po śmierci cesarza Józefa I pełnił funkcję wikariusza Rzeszy (1711)  – ⅛ talara, ¼ talara, ½ talara, talar, dukat,

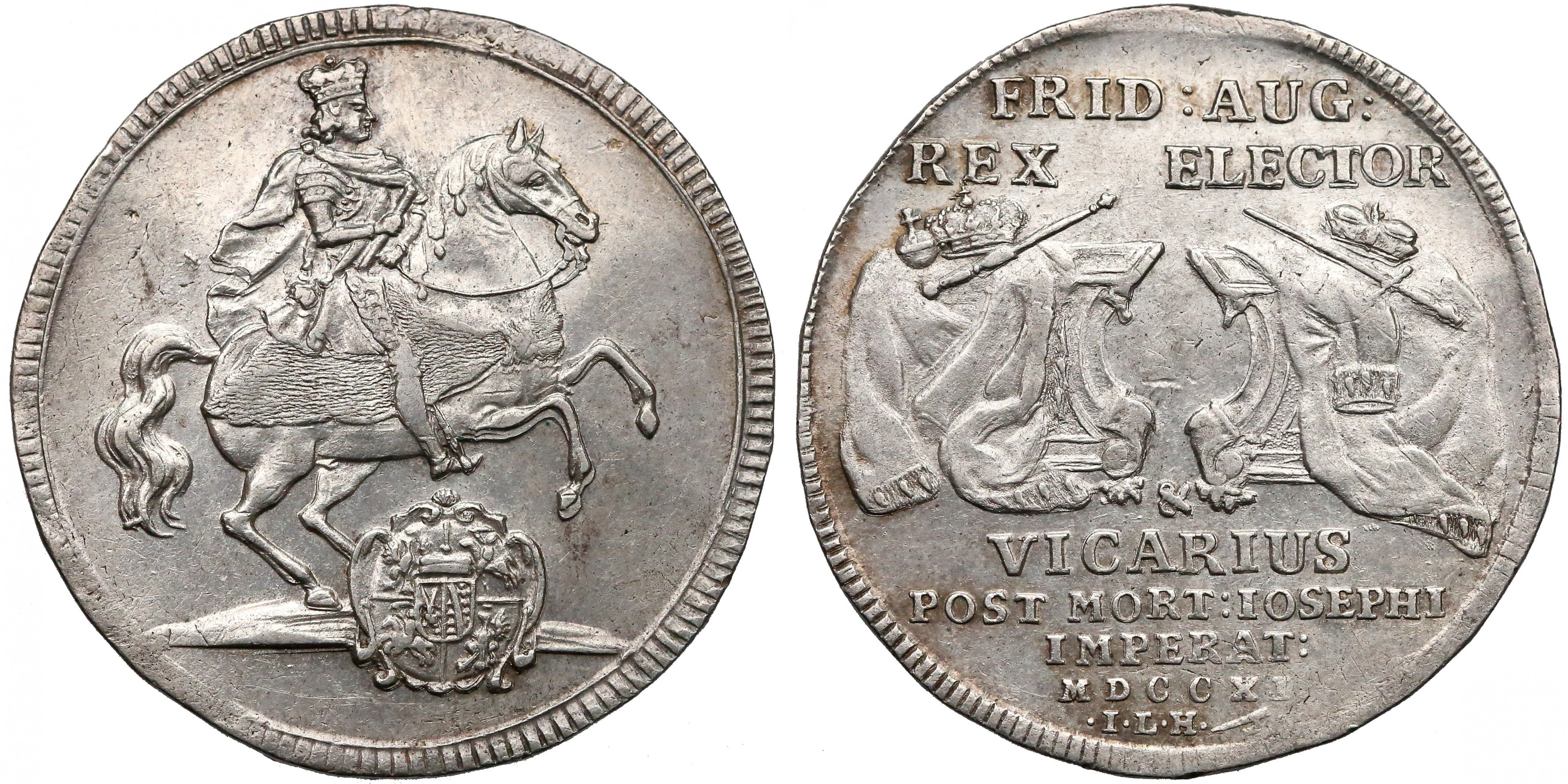
półtalar 1711
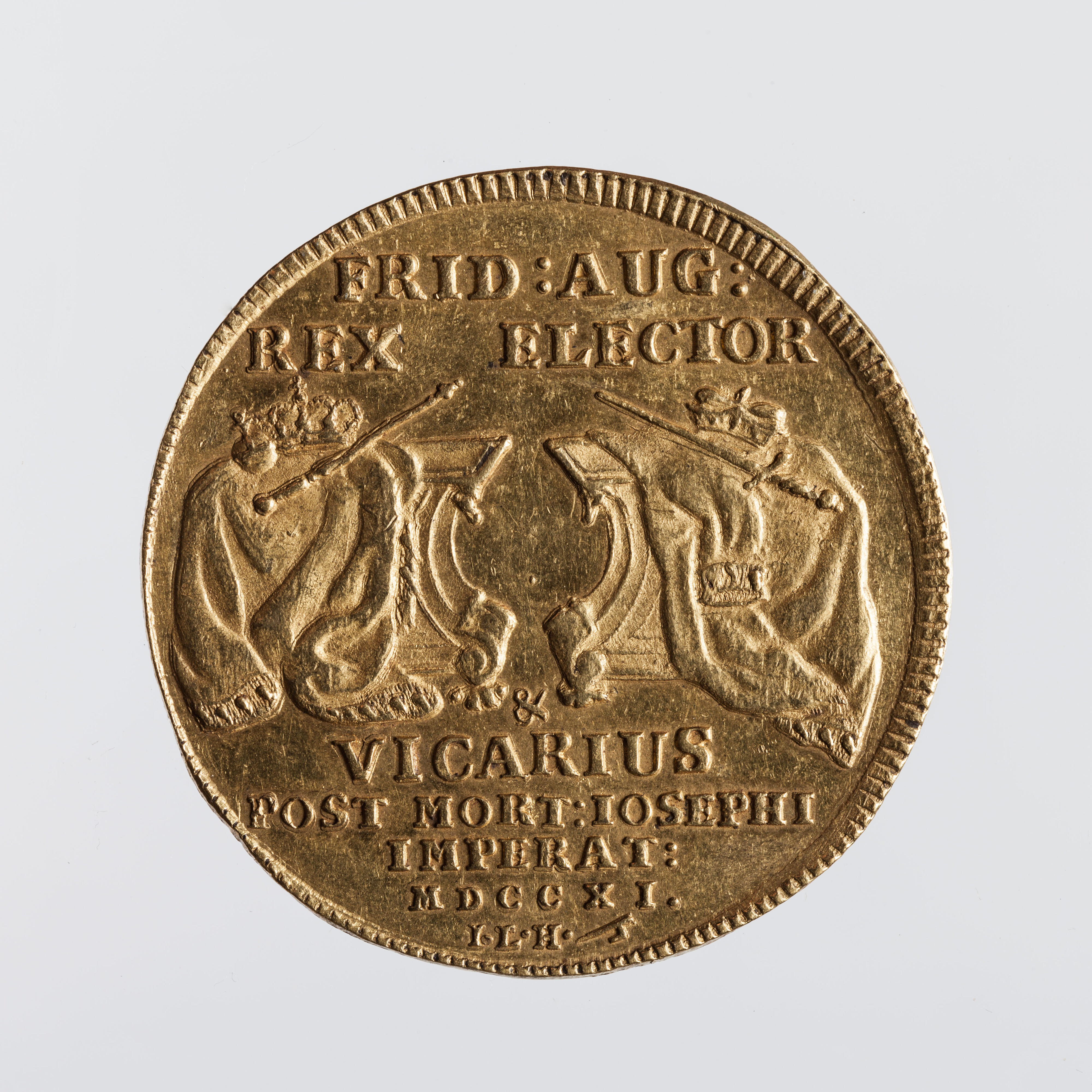
awers dukata
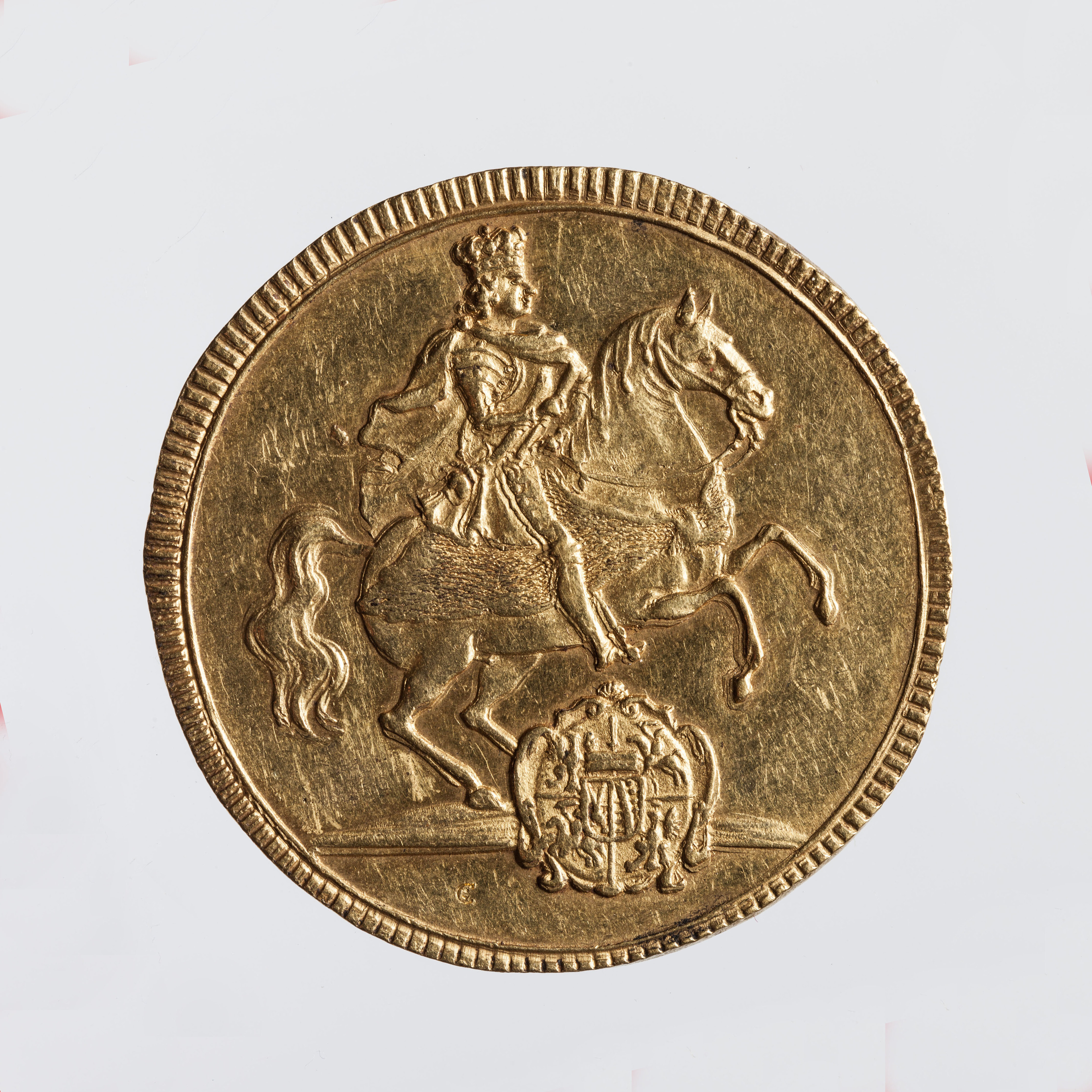
rewers dukata

- z okazji ustanowienia orderu Orła Białego (1705[21] albo 1713[22]) – talar bezrocznikowy,
- dla upamiętnienia śmierci matki Augusta II, Anny Zofii (1717) – grosz, dwugrosz, 1/6 talara, ⅓ talara, ⅔ talara, talar, dukat,

- z okazji ślubu królewicza, późniejszego Augusta III, z Marią Józefą (1719) – dwugrosz, ⅛ talara, ¼ talara, półtalar, talar, dukat, dwudukat,

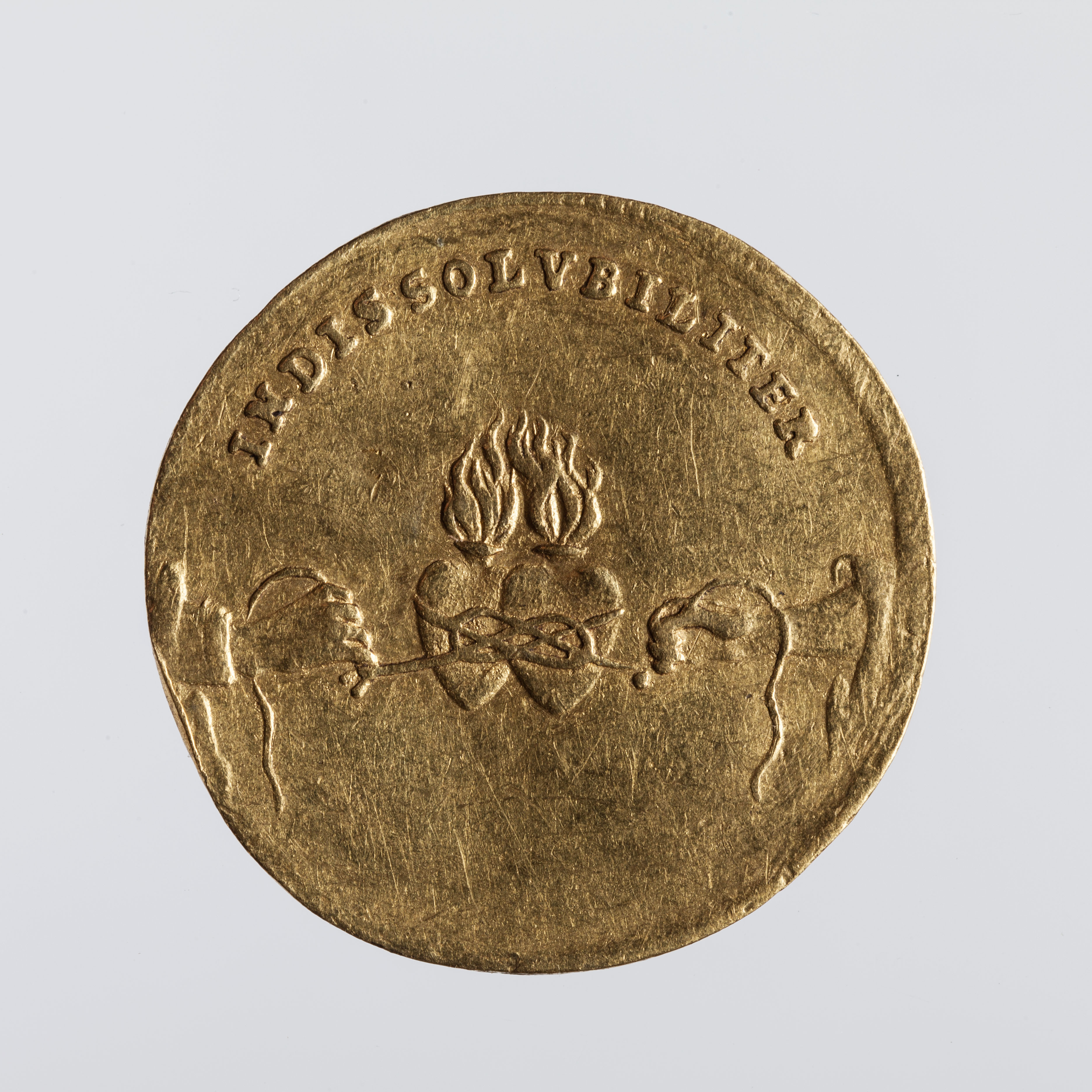
awers dukata
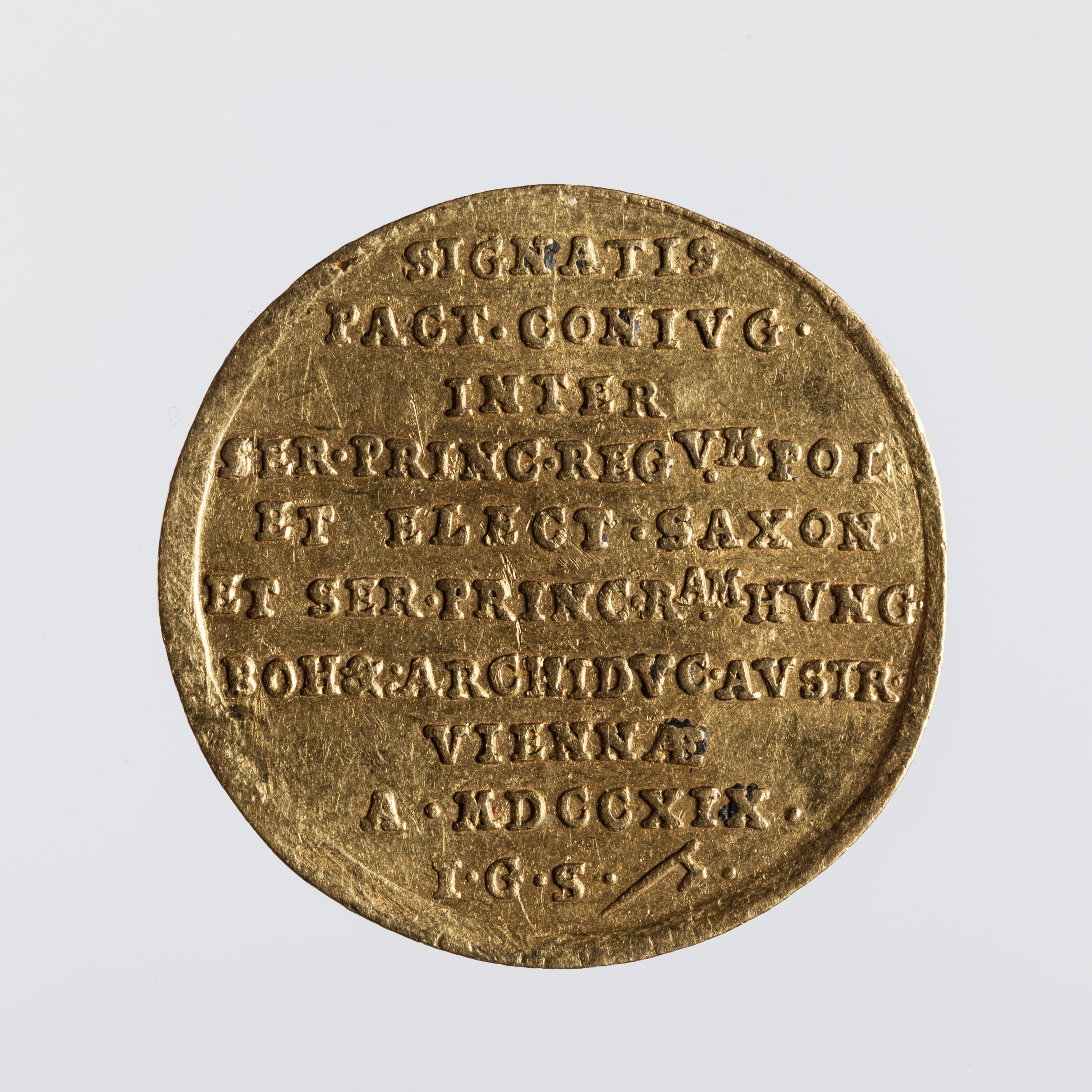
rewers dukata

- dla upamiętnienia śmierci królowej Krystyny Eberhardy (1727) – dwugrosz, 1/6 talara, ⅓ talara, ⅔ talara, talar, dukat,

- klipy strzeleckie (1697, 1699, 1705, 1708, 1714, 1717, 1719, 1728),

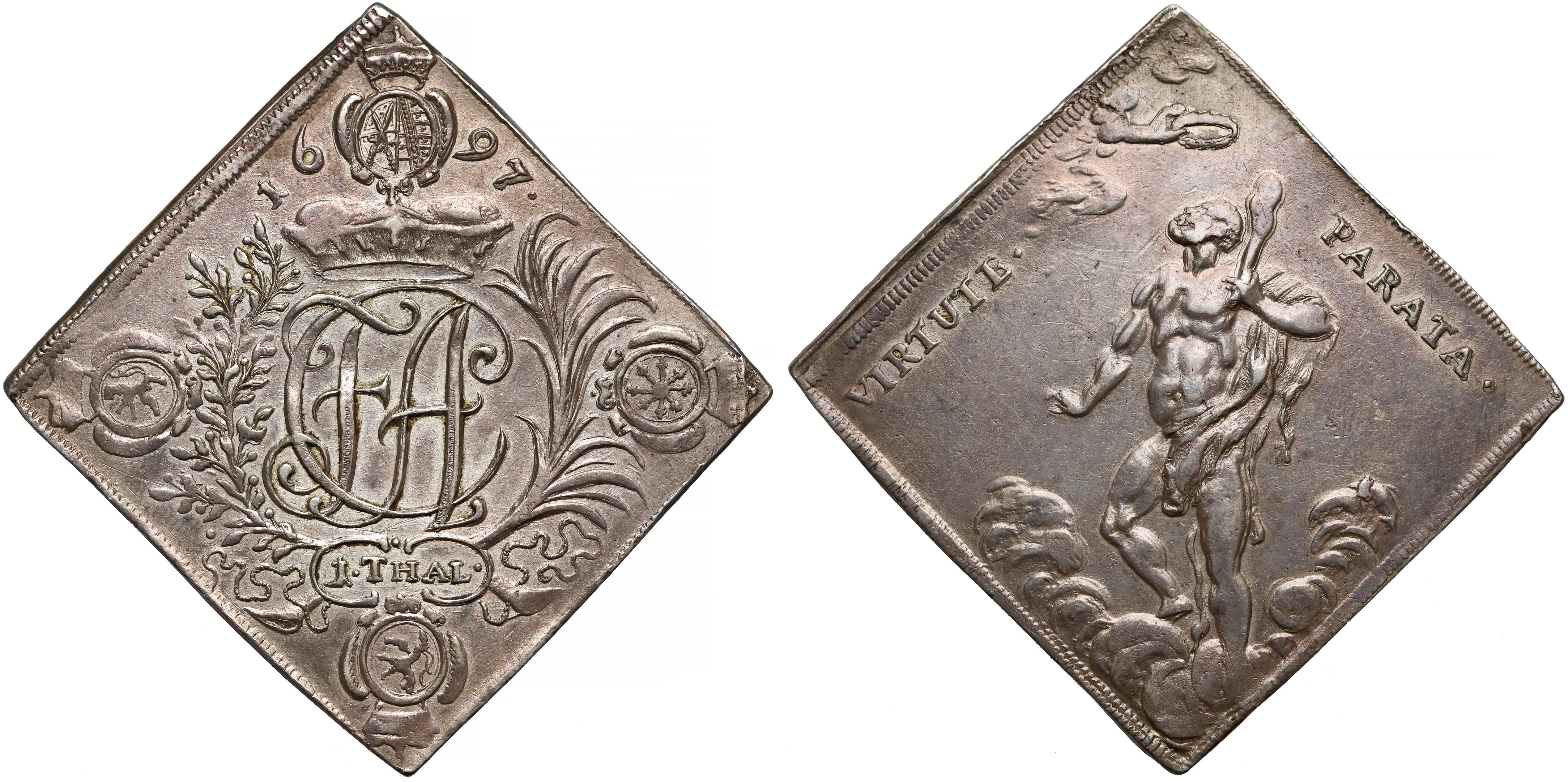
talar 1697
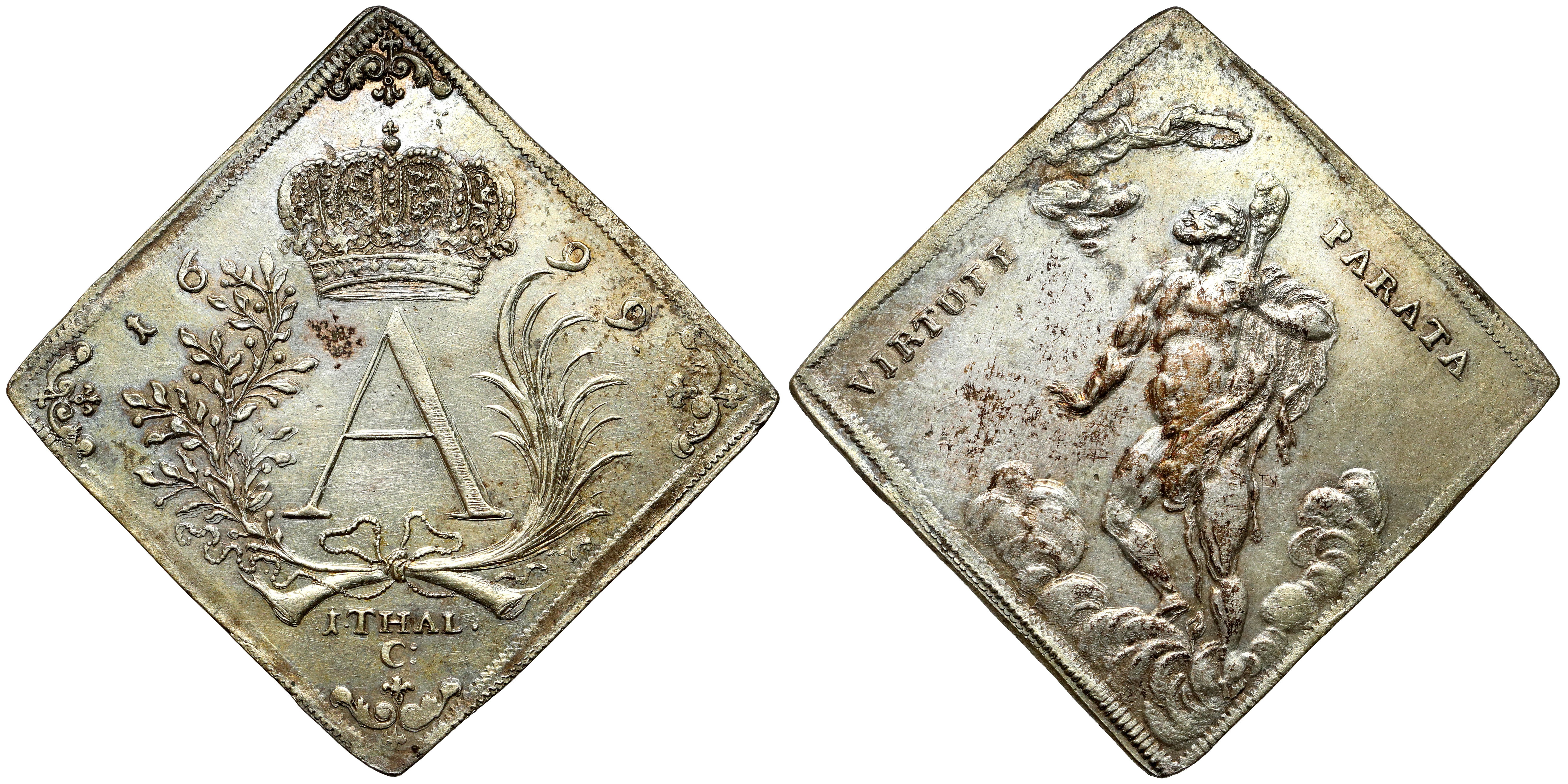
talar 1699

- niedatowana seria z sześcioskrzydłym motylem, bita na stopę cesarską w latach 1708–1709, choć Tadeusz Czacki na podstawie saskiego źródła podawał rok 1720 – grosz, 4 grosze, 8 groszy, 16 groszy, 32 grosze – wszystkie oznaczone cyfrowym nominałem i tradycyjnym symbolem grosza umieszczonymi w odcinku pod monogramem króla AR (Augustus Rex). Seria była przeznaczona do gier hazardowych – takie zastosowanie znaleziono w kulturze dworskiej. Wbrew temu, co powtarza się w polskiej literaturze, monety te nie mają nic wspólnego z tzw. Coselguldenami, która to nazwa była raczej koszarowym dowcipem dotyczącym zwykłych guldenów saskich[8][23].

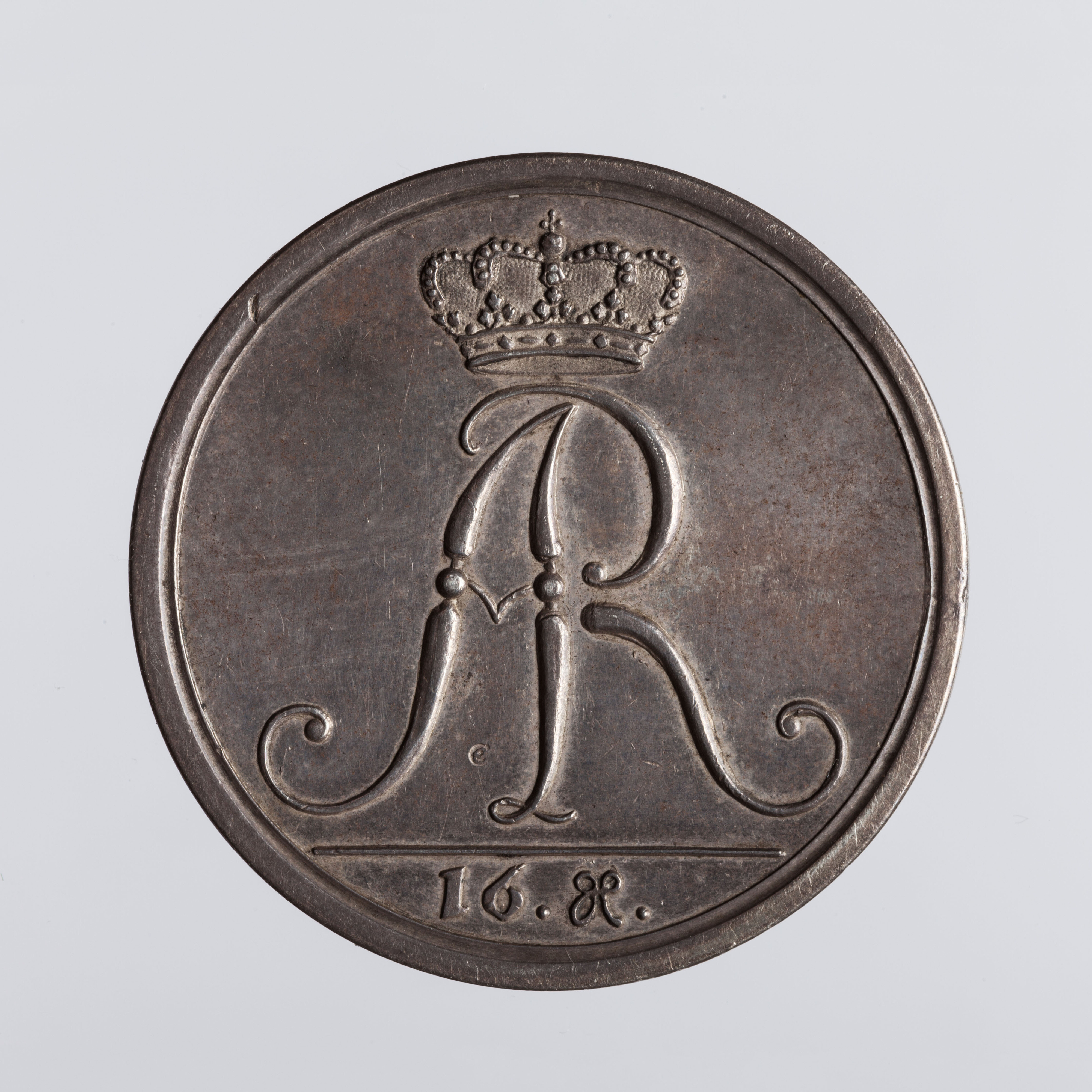
awers 16-groszówki
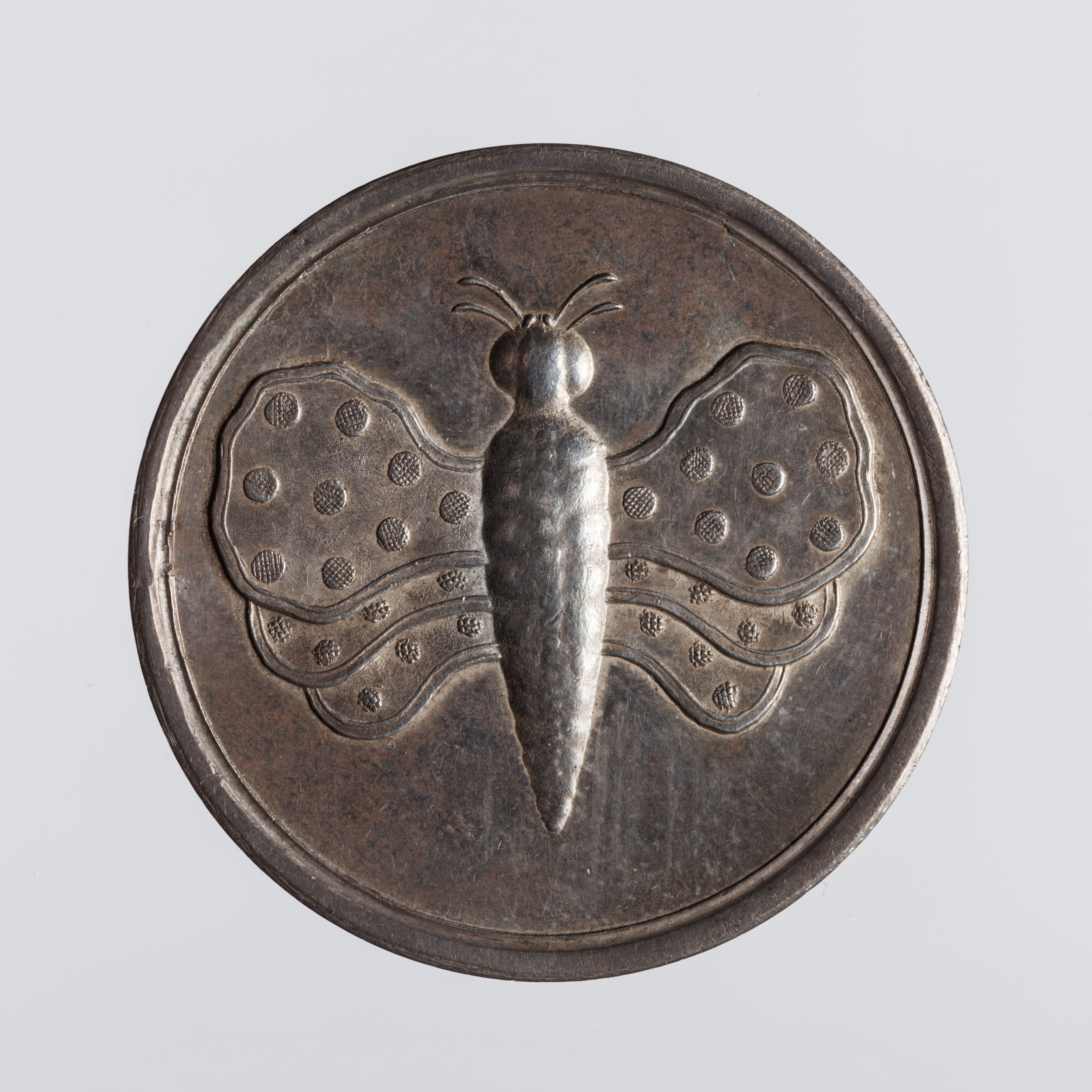
rewers 16-groszówki

- dla upamiętnienia śmierci Augusta II (MDCCXXXIII) – talar, dwutalar.

Nietypowymi emisjami z okresu panowania Augusta II były dukat i półtalar upamiętniające śmierć w 1721 r. wiernego sojusznika Augusta II, prymasa Stanisława Szembeka. Nieznani są zleceniodawcy i wykonawcy tych numizmatów, raczej prowincjonalnej klasy.

### Bite w Moskwie

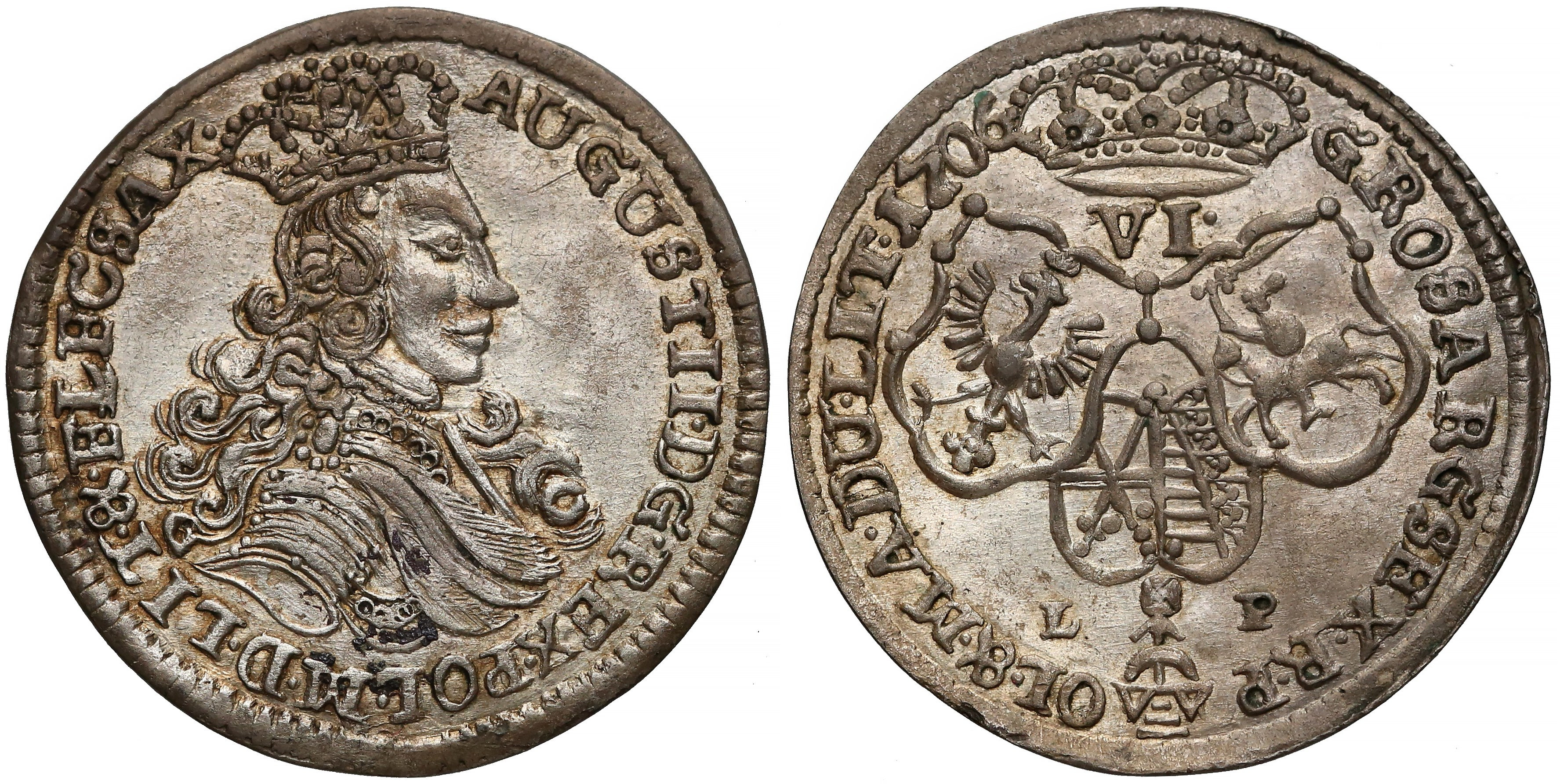
Szóstak (1706) bity w Moskwie

Pod koniec 1705 r. Generalność Konfederacji Sandomierskiej w Grodnie upoważniła podskarbiego litewskiego Ludwika Konstantego Pocieja do otworzenia mennicy. Nie udało się to jednak ani w Wielkim Księstwie, opanowanym przez Szwedów i stronników antykróla Stanisława I, ani w Koronie. Na mocy porozumienia z carem Piotrem I, zawartego jeszcze 28 czerwca 1703 r. w Neuenschanz, wsparcie rosyjskie dla Augusta II zostało wypłacone częściowo w szóstakach (1706–1707) bitych w Rosji. Wykonała je na prasach walcowych Mennica Admiralicji (Kadaszewska) w Moskwie, a autoryzował Pociej. Ich zawartość kruszcu oceniana jest na około połowę przepisanej obowiązującą ordynacją z 1658 r. Monety te jeszcze pod koniec XX w. były katalogowane jako produkty litewskie mennicy grodzieńskiej.
Ponieważ na szóstakach umieszczono podobiznę Augusta II, który w 1706 r. abdykował, gdy sytuacja znalazła się pod kontrolą Stanisława Leszczyńskiego monety bite w Moskwie wywołano z obiegu (unieważniono), jednak po ponownym objęciu tronu przez Augusta II w 1709 r. znowu stały się prawnym środkiem płatniczym.
Niepewny jest natomiast trojak jakoby też z emisji moskiewskiej, zaprojektowany jak trzykrajcarówka, niewymieniany w źródłach z epoki – może być fantazją kolekcjonerską.
Gdy car Piotr I dowiedział się o pokoju z Altranstädt, zawartym przez Augusta II z Karolem XII, gdzie Wettyn zrezygnował z tronu polskiego, kazał zamiast monet Augusta wybijać swoje szóstaki i tymfy (1706–1709) skierowane do obrotu wyłącznie na okupowanych ziemiach Rzeczypospolitej. Powstały one również w Moskwie, w mennicach Kadaszewskiej i Czerwonej (skarbowej).
Do początku XXI w. nie udało się jednoznacznie ocenić wiarygodności informacji ambasadora angielskiego z początku 1707 r., o wybiciu w Królewcu z moskiewskiego srebra 600 000 tymfów na stopę polską. Najprawdopodobniej miały one po prostu formę tymfów pruskich, które w Koronie i na Litwie krążyły również w obrocie.